# Сако (річка)
Сако (англ. Saco) — річка на північному сході США, що протікає штатами Нью-Гемпшир і Мен. Довжина цієї водної артерії складає 120,7 км. Площа водного басейну становить 4410,77 км², причому більша його частина охоплює ліси й сільськогосподарські угіддя на захід і південний захід від Портленда. Річка Сако є джерелом питної води для 35 міст із загальною чисельністю населення близько 250 000 осіб. Вона також має транспортне і рекреаційне значення.
Назва річки запозичена з мови американських тубільців абенакі, на якій вона звучить як sɑkohki, що в перекладі означає «земля, в якій починається річка». У «Реляціях єзуїтів», виданих у XVII сторіччі, ця річка згадана під назвою Chouacoet.

## Опис
Витоком річки Сако слугує однойменне озеро, розташоване в западині Кроуфорд Нотч, що належить до гірського масиву Вайт-Маунтінс у штаті Нью-Гемпшир. Звідси вона прямує на південь і південний схід, у межах штату протікаючи повз міста Бартлетт і Конвей. Нижче Бартлетта в Сако впадає притока Іст-Бранч. У межах штату Мен Сако протікає через округ Оксфорд. Поблизу Фрайбурга її річище випрямлене 10-кілометровим каналом, який наразі вважається основною течією. Старе річище довше за канал на 15 км і відоме під назвою Олд-Курс. Обидва рукави зливаються поблизу Ловелла. Води Сако впадають в Атлантичний океан у невеликій затоці з такою ж назвою. Неподалік гирла розташовані міста Сако (на північному березі) та Біддефорд (на південному).
Оскільки значною своєю частиною Сако протікає гірською місцевістю, то річище її в багатьох містах переривається невисокими водоспадами. Дно річки кам'янисте, течія досить швидка. Береги Сако поросли мішаними лісами.

## Значення
Сако — важливе джерело питної води для невеликих міст, повз які вона протікає. У XIX столітті на річці було зведено водяні млини, з часом їх замінили гідроелектростанції. Річку в багатьох місцях перетинають автомобільні шляхи та залізничні колії, через неї перекинуто кілька залізничних мостів. Поміж них історичну цінність становить критий міст Гемлока, збудований у Фрайбурзі 1857 року та занесений до Національного реєстру історичних пам'яток США.
Окрім історичних пам'яток Сако привертає увагу місцевих мешканців і туристів піщаними пляжами, чистою водою і гірськими краєвидами. Влітку по ній сплавляються на каное, туристичний маршрут бере початок від Фрайбурга.
Мальовничі береги Сако надихали митців, зокрема відомі гравюри із зображенням водоспадів Бонні-Ігл, Грейт тощо. Сако зобразили на полотнах такі видатні пейзажисти як Альберт Бірштадт і Бенджамін Чампні.

## Головні притоки
- Драй
- Сев'єр
- Рокі-Бранч
- Елліс
- Іст-Бранч
- Свіфт
- Колд
- Чарльз
- Кезар
- Шепардс
- Тенміл
- Генкок
- Оссіпі
- Літлл-Оссіпі

## Галерея

### Вигляд річки

Озеро Сако на листівці 1898 року
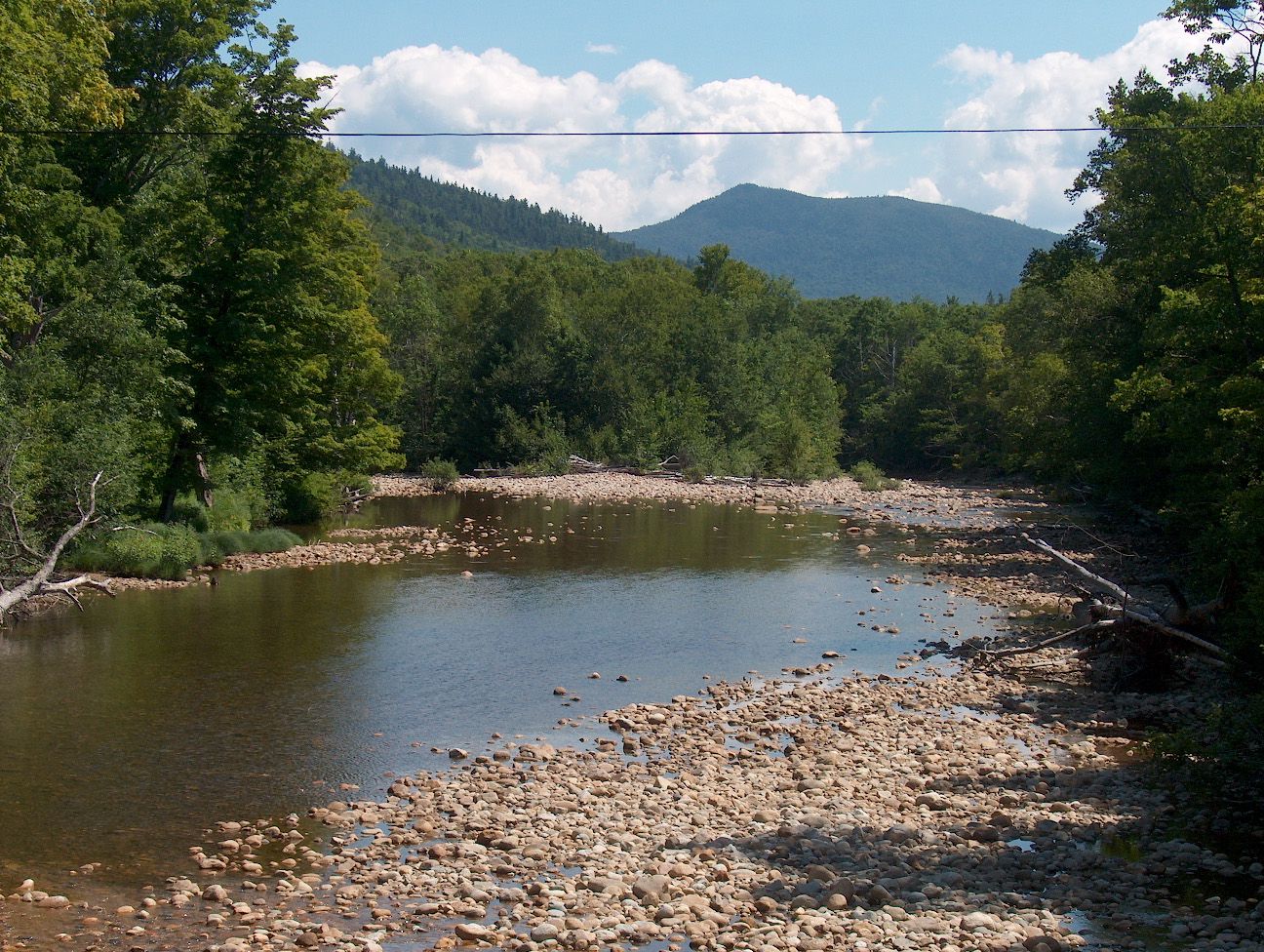
Сако в Кроуфорд Нотч поблизу свого витоку
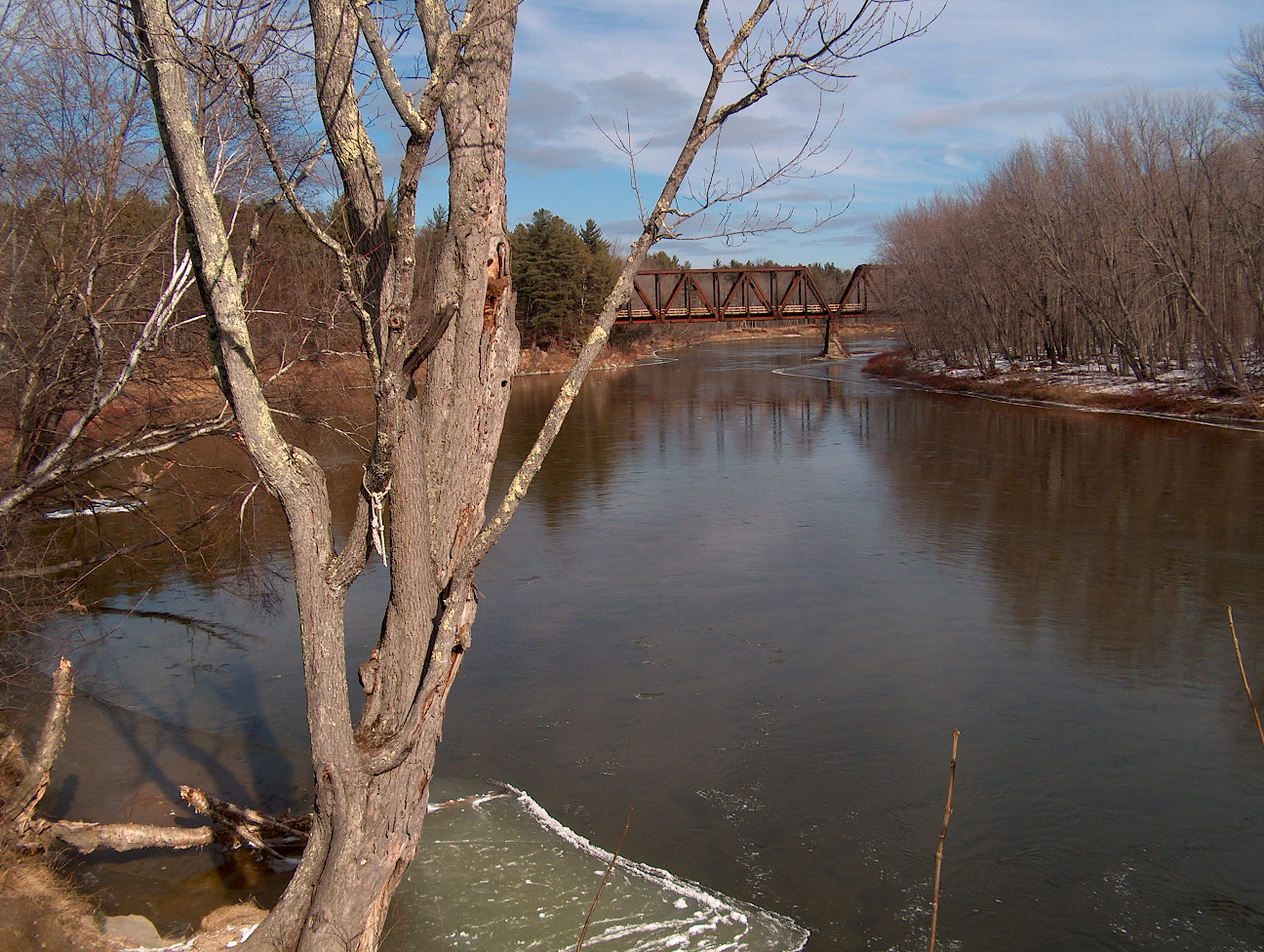
Сако в околицях Конвея (вдалині видно міст)
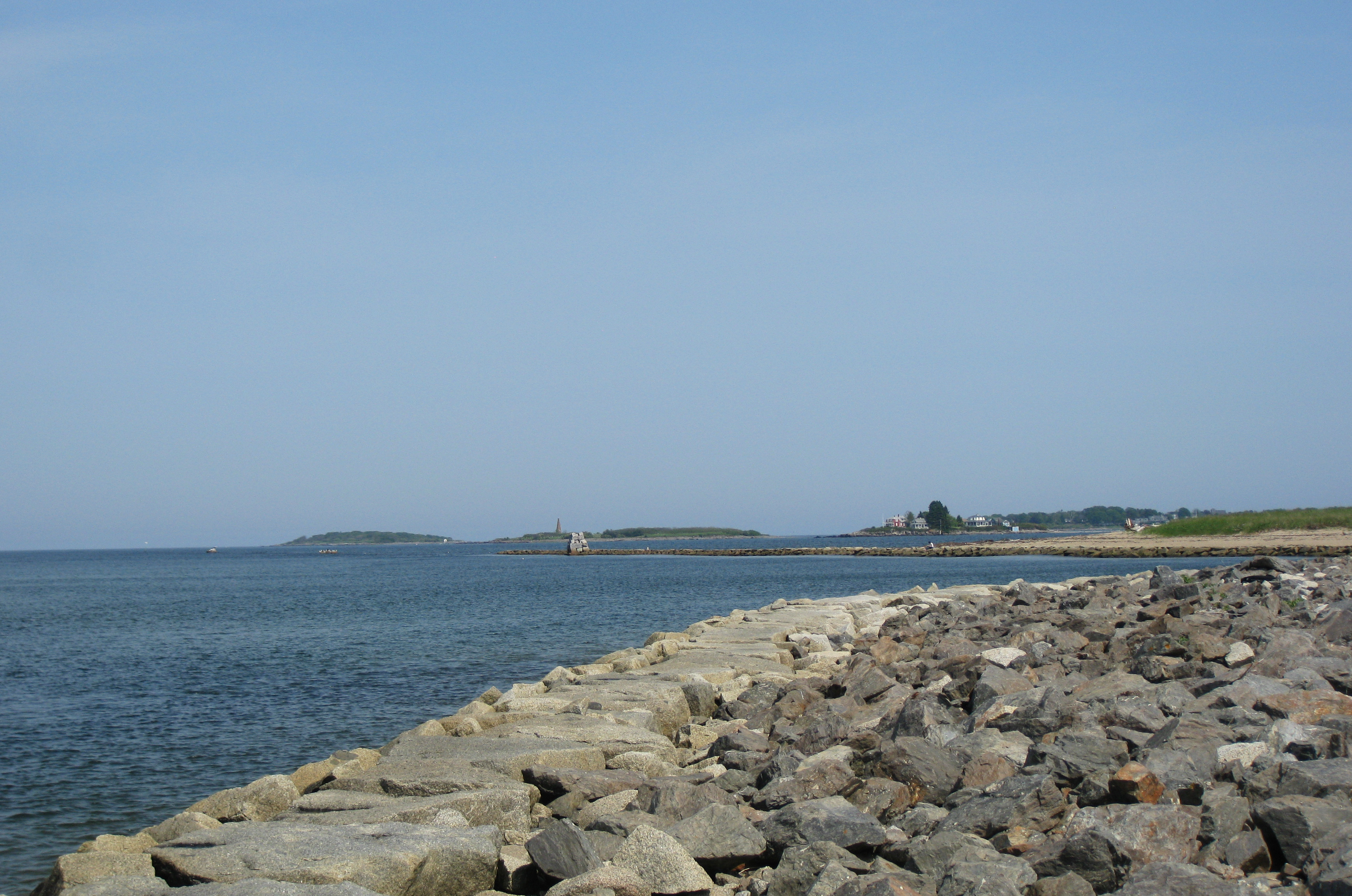
Гирло Сако поблизу Біддефорда (вдалині видно мол і пляж Гіллс-Біч)

### Інфраструктура

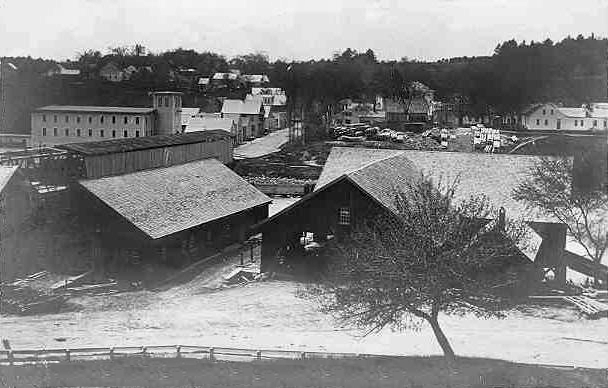
Млини у Бакстоні на поштівці 1910 року
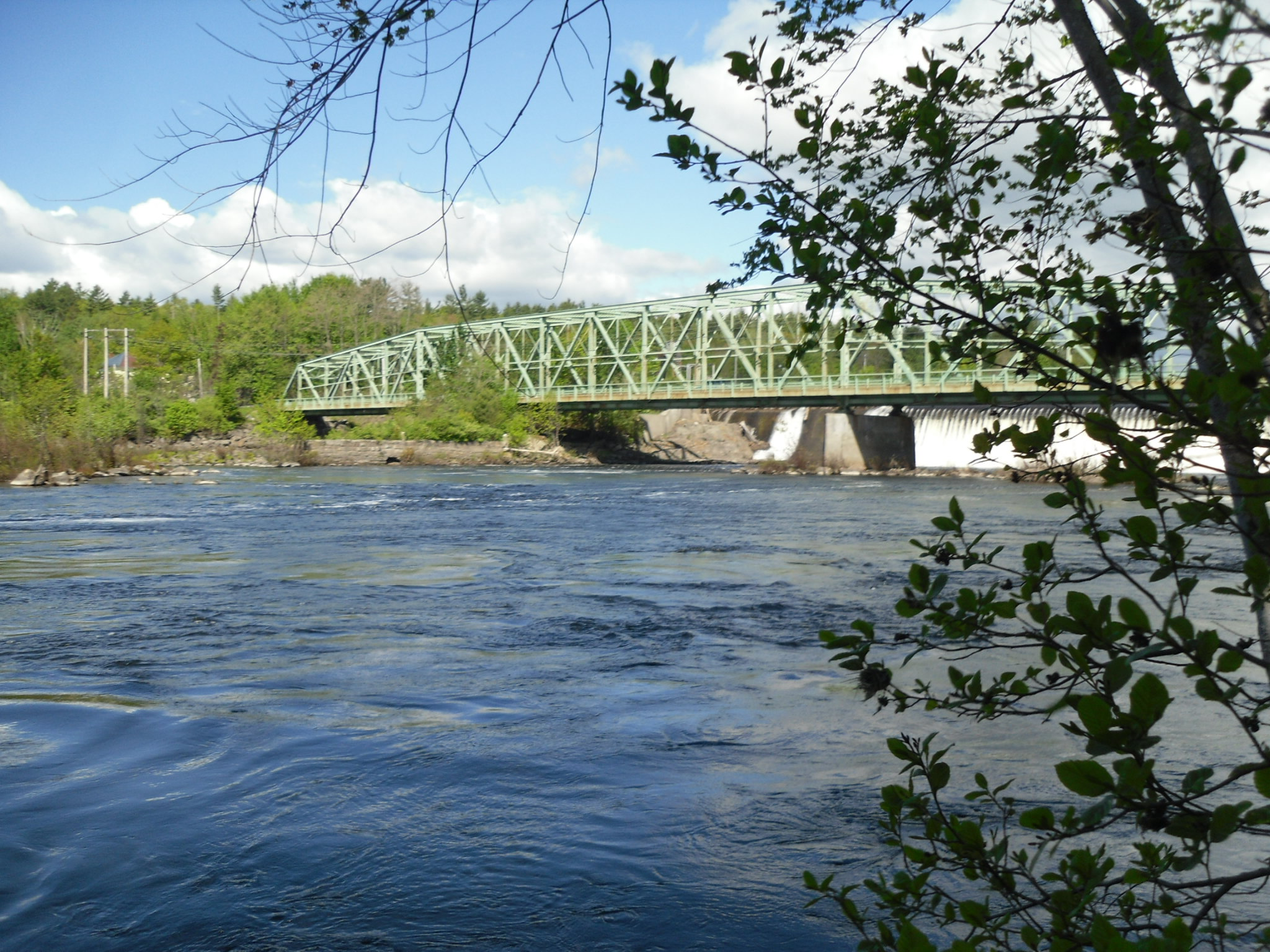
Залізничний міст в Бакстоні
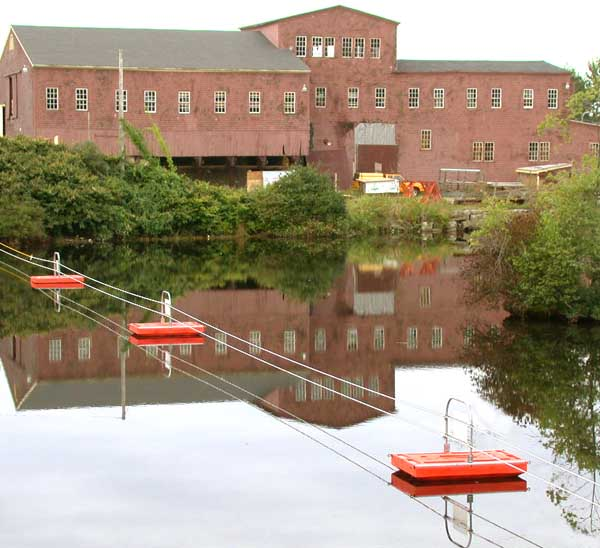
Гідротехнічні споруди в місті Сако

### Сако в мистецтві

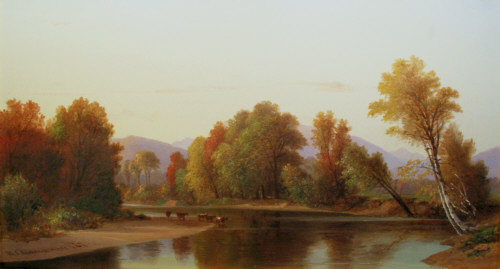
На Сако. Бенджамін Чампні, полотно, олія, 1867
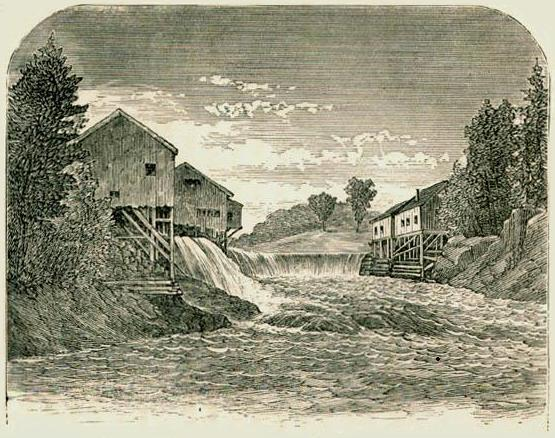
Водоспади Бонні-Ігл. Рассел Річардсон, гравюра по металу, 1869
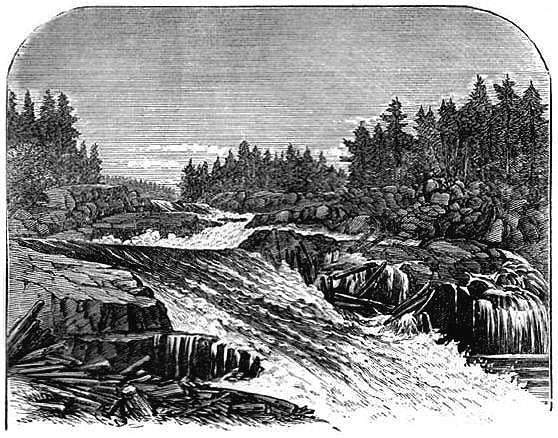
Водоспади Грейт. Рассел Річардсон, гравюра по металу, 1869
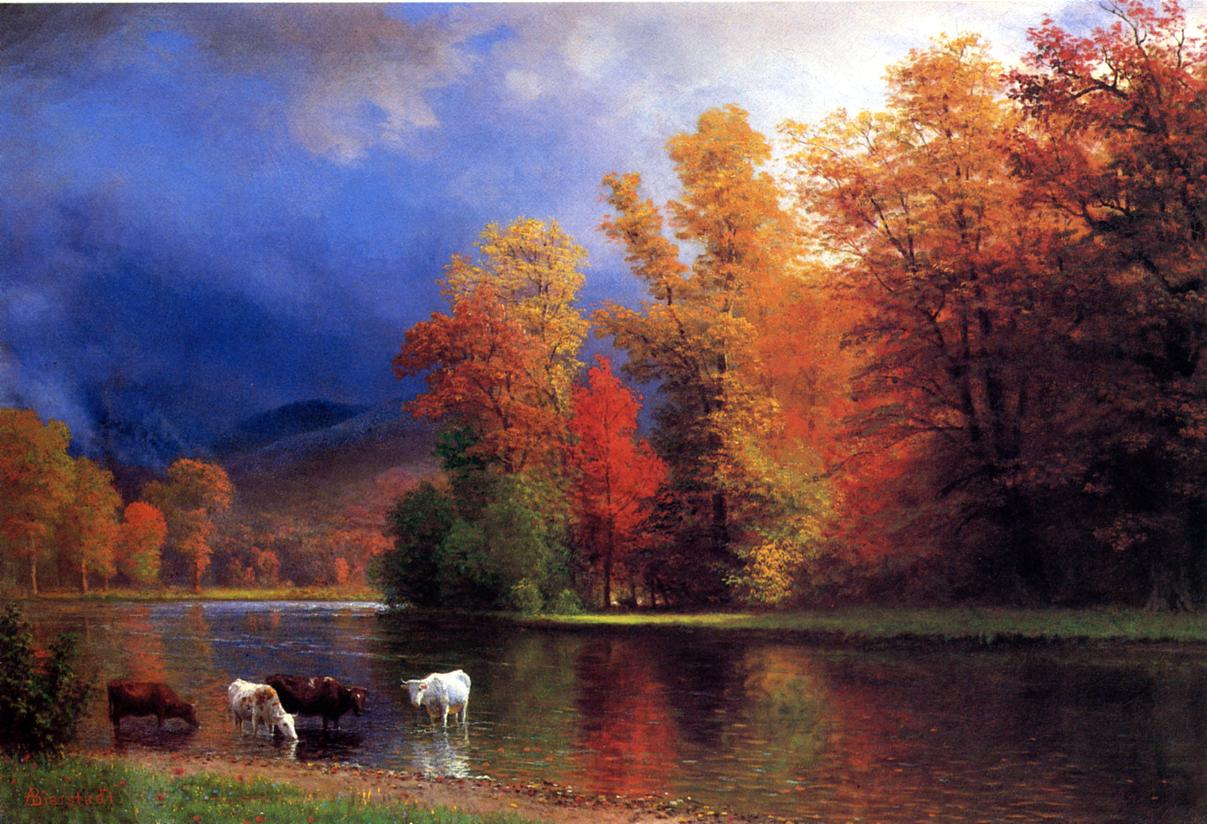
На Сако. Альберт Бірштадт, полотно, олія, XIX століття